# Montereale
Pour les articles homonymes, voir Montereale (homonymie).
Montereale est une commune italienne d'environ 2 800 habitants située dans la province de L'Aquila, dans la région Abruzzes dans le centre de l'Italie.

## Administration
| Période                                  | Période | Identité       | Étiquette | Qualité |
| ---------------------------------------- | ------- | -------------- | --------- | ------- |
|                                          |         | Lucia Pandolfi |           |         |
| Les données manquantes sont à compléter. |         |                |           |         |

### Hameaux
Aringo, Busci, Cabbia, Castello, Castiglione, Cesaproba, Colle, Ville Di Fano - Lonaro, Marana, San Giovanni, Santa Vittoria, Verrico, Casale Bottone, Cavagnano, Cavallari, Colle Calvo, Colle Verrico, Marignano, Pellescritta, Santa Lucia, San Vito, San Giovanni, Paganica

### Communes limitrophes
Amatrice (RI), Barete, Borbona (RI), Cagnano Amiterno, Campotosto, Capitignano, Cittareale (RI), Pizzoli, Posta (RI)